# Arrenurus danbyensis
Arrenurus danbyensis är en kvalsterart som beskrevs av Mullen. Arrenurus danbyensis ingår i släktet Arrenurus och familjen Arrenuridae. Inga underarter finns listade i Catalogue of Life.